# 長崎県道33号長崎多良見線
長崎県道33号長崎多良見線（ながさきけんどう33ごう ながさきたらみせん）は、長崎県長崎市から諫早市に至る県道（主要地方道）である。

## 概要
長崎県長崎市赤迫3丁目から諫早市多良見町舟津に至る。ほぼ全線にわたってJR九州長崎本線（長与経由）と併走する。すれ違いが困難な国道207号のバイパスとしての役割を果たす。

### 路線データ
- 起点：長崎県長崎市赤迫3丁目（道の尾交差点、国道206号交点）
- 終点：長崎県諫早市多良見町舟津（国道207号交点）
- 総延長：13.5 km

## 歴史
- 1993年（平成5年）5月11日 - 建設省から、県道長崎多良見線が長崎多良見線として主要地方道に指定される[1]。

## 路線状況

### 重複区間
- 長崎県道45号東長崎長与線（西彼杵郡長与町吉無田郷 - 西彼杵郡長与町三根郷）

### 道路施設

#### 橋梁
- 道の尾橋（大井手川、長崎市）
- 高田橋（高田川、西彼杵郡長与町）
- 下千切橋（長与川、西彼杵郡長与町）
- 千切橋（長与川、西彼杵郡長与町）

#### トンネル
- 松の頭トンネル：延長200 m、1993年（平成5年）竣工、西彼杵郡長与町 - 諫早市

## 地理

### 通過する自治体
- 長崎市
- 西彼杵郡長与町
- 諫早市

### 交差する道路
| 交差する道路                          | 市町村名 | 市町村名 | 交差する場所 | 交差する場所                  |
| ------------------------------------- | -------- | -------- | ------------ | ----------------------------- |
| 国道206号                             | 長崎市   | 長崎市   | 赤迫3丁目    | 道の尾交差点 / 起点           |
| 川平有料道路                          | 西彼杵郡 | 長与町   | 高田郷       | 長与インター交差点 長与ランプ |
| 長崎県道45号東長崎長与線 重複区間起点 | 西彼杵郡 | 長与町   | 吉無田郷     |                               |
| 長崎県道113号長与大橋町線             | 西彼杵郡 | 長与町   | 吉無田郷     |                               |
| 長崎県道45号東長崎長与線 重複区間終点 | 西彼杵郡 | 長与町   | 三根郷       |                               |
| 国道207号                             | 諫早市   | 諫早市   | 多良見町舟津 | 終点                          |

### 交差する鉄道
- 長崎本線（旧線）

### 沿線
- JR九州長崎本線（旧線）
  - 高田駅 - 長与駅 - 本川内駅
- 長与町立高田小学校
- 長与町立長与南小学校
- 長崎県立長崎北陽台高等学校
- 長与町立洗切小学校
- 諫早市立伊木力小学校（終点付近）